# Minage
Minage is het derde studioalbum van de Spaanse zangeres Mónica Naranjo. Het werd op 16 maart 2000 door Sony Music uitgebracht. Hoewel het niet het succes evenaarde van haar eerste twee albums, bereikte Minage op de dag van verschijnen al de platina-status.

## Concept
Het album is een eerbetoon aan de Italiaanse zangeres Mina. Met uitzondering van de nummers 'Enamorada', 'If You Leave Me Now' en het duet met Mina zijn alle nummers Spaanstalige covers van Mina's liedjes. Een aantal maanden nadat het album uitkwam, verscheen er een speciale editie met hierop de Spaanstalige versies van 'Enamorada' en 'If You Leave Me Now', getiteld 'Enamorada' en 'Seguiré sin ti'. In 2020 verscheen Minage 20 Aniversario, een speciale boxset waarmee de twintigste verjaardag van het album werd gevierd. Naast de vele remixes en live versies die deze cd's bevatten, werden er ook twee nieuwe nummers uitgebracht. 'Llévate ahora' en 'Amore' (een duet met de Italiaanse zanger Nek) zijn beiden eveneens covers van Mina.
In januari 2021 verscheen het live-album Puro Minage Live. Tijdens dit pianoconcert zong Naranjo - naast al haar eerder uitgebrachte Mina-nummers - twee nummers van Mina in het Italiaans, te weten 'E poi' en 'E penso a te'.

## Tracklist
Tussen haakjes staan de titels van de originele nummers, uitgebracht door Mina.

### Oorspronkelijke editie (2000)
1. Ahora, ahora ('Ancora, ancora, ancora')
2. Sobreviviré ('Fiume azzurro')
3. Perra enamorado ('Io e te da soli')
4. Enamorada
5. Que imposible ('L'importante è finire')
6. Amando locamente ('Ancora dolcemente')
7. If You Leave Me Now
8. Inmensidad ('L'immensità')
9. Abismo ('L'ultima volta')
10. Él se encuentra entre tú u yo (duet met Mina)
11. Siempre fuiste mío ('Eccomi')
12. Mi vida por un hombre ('Io vivrò senza te')
13. Sobreviviré (Groove Brothers Club Mix)

### Speciale editie (2000)
1. Ahora, ahora ('Ancora, ancora, ancora')
2. Sobreviviré ('Fiume azzurro')
3. Perra enamorado ('Io e te da soli')
4. Enamorada
5. Que imposible ('L'importante è finire')
6. Amando locamente ('Ancora dolcemente')
7. If You Leave Me Now
8. Inmensidad ('L'immensità')
9. Abismo ('L'ultima volta')
10. Él se encuentra entre tú u yo (duet met Mina)
11. Siempre fuiste mío ('Eccomi')
12. Mi vida por un hombre ('Io vivrò senza te')
13. Sobreviviré (Groove Brothers Club Mix)
14. Seguiré sin ti (Versión Español)
15. Enamorado (Versión Español)

### Speciale editie (2020)

#### Cd 1: Puro Minage
1. Ahora, ahora ('Ancora, ancora, ancora')
2. Sobreviviré ('Fiume azzurro')
3. Perra enamorado ('Io e te da soli')
4. Que imposible ('L'importante è finire')
5. Amando locamente ('Ancora dolcemente')
6. Inmensidad ('L'immensità')
7. Abismo ('L'ultima volta')
8. Él se encuentra entre tú u yo (duet met Mina)
9. Siempre fuiste mío ('Eccomi')
10. Mi vida por un hombre ('Io vivrò senza te')
11. Llévate ahora ('Portati via')
12. Amore ('Amore')

#### Cd 2: Sobreviviré Remixes
1. Sobreviviré (Versión álbum)
2. Sobreviviré (The Groove Brothers Club Mix - Brian Rawling & Graham Stack Remix)
3. Sobreviviré (Pumpin' Dolls Radio Edit)
4. Sobreviviré (Pumpin' Dolls Armaggedon Club Mix)

#### Cd 3: If You Leave Me Now Remixes
1. If You Leave Me Now (Versión álbum)
2. If You Leave Me Now (DJ Tombah Energy Single Mix)
3. If You Leave Me Now (DJ Tombah Toughen Up Club Mix)
4. If You Leave Me Now (Ferrero Y Del Moral Single Remix)
5. If You Leave Me Now (Rawling Mix)
6. If You Leave Me Now (Ferrero Y Del Moral Extended Remix)
7. If You Leave Me Now (DJ Tombah Toughen Up Radio Edit)
8. If You Leave Me Now (Ferrero Y Del Moral Dub Remix)
9. Seguiré Sin Ti

#### Cd 4: Enamorada Remixes
1. Enamorada (Versión Spanglish)
2. Enamorada (Versión español)
3. Enamorada (DJ Tombah Progresso Club Mix)
4. Enamorada (Gipsy English Version Remix)
5. Enamorada (Ferrero Y Del Moral House Extended Remix)
6. Enamorada (Sub-Urban Mix)
7. Enamorada (DJ Tombah Radio Mix)
8. Enamorada (Gipsy Spanish Version Remix)
9. Enamorada (Ferrero Y Del Moral Old School Remix)
10. Enamorada (Gipsy Instrumental Version Remix)
11. Enamorada (Ferrero Y Del Moral House Single Remix)

#### Cd 5: Tour Minage
1. Entender el amor
2. If You Leave Me Now
3. Sólo se vive una vez
4. Empiezo a recordarte
5. Ahora, ahora
6. Perra enamorada
7. Enamorada
8. Abismo
9. Pantera en libertad
10. Inmensidad
11. Qué imposible
12. Amando locamente
13. Desátame
14. Sobreviviré

#### Dvd: Tour Minage + Videoclips
1. Entender el amor
2. If You Leave Me Now
3. Sólo se vive una vez
4. Empiezo a recordarte
5. Ahora, ahora
6. Perra enamorada
7. Enamorada
8. Abismo
9. Pantera en libertad
10. Inmensidad
11. Qué imposible
12. Amando locamente
13. Desátame
14. Sobreviviré
15. Sobreviviré (Videoclip)
16. Enamorada (Videoclip)
17. Perra Enamorada (Videoclip)

#### 12" vinyl: Puro Minage

##### A
1. Ahora, ahora ('Ancora, ancora, ancora')
2. Sobreviviré ('Fiume azzurro')
3. Perra enamorado ('Io e te da sili')
4. Que imposible ('L'importante è finire')
5. Amando locamente ('Ancora dolcemente')

##### B
1. Inmensidad ('L'immensità')
2. Abismo ('L'ultima volta')
3. Él se encuentra entre tú y yo (duet met Mina)
4. Siempre fuiste mío ('Eccomi')
5. Mi vida por un hombre ('Io vivrò senza te')

#### 7" vinyl: Sobreviviré
1. Sobreviviré (Versión álbum)
2. Sobreviviré (The Groove Brothers Club Mix - Brian Rawling & Graham Stack Remix)

#### 7" vinyl: Amore
1. Amore
2. Llévate ahora